# Marcel Girault
Pour les articles homonymes, voir Girault.
Marcel Girault est un résistant français appartenant aux Corps francs Turma-Vengeance, né à Rebréchien (Loiret) le 30 juin 1901, mort en déportation au camp de Watenstedt (Allemagne) le 3 mars 1945.

## Biographie
Fils de cultivateurs, Marcel Girault est né le 30 juin 1901 à la ferme de La Borde aux Prêtres à Rebréchien (Loiret). Lui-même cultivateur à Gidy (ferme de Malvoviers) puis à Artenay (Loiret), il épouse Georgette Thénot le 25 septembre 1925 et sera père de trois enfants (Ginette, Mauricette, Roger).
Dès 1940, refusant la soumission à l'Allemagne nazie et l'occupation du territoire, il cherche à rejoindre une filière organisée et intègre rapidement le réseau Turma-Vengeance (pseudo "Maxime"). Avec un groupe de résistants d'Artenay, qu'il commandera avec le grade de sous-lieutenant à partir de janvier 1944 , il participe à des opérations de sabotage, de récupération d'armes et de munitions parachutées, ainsi qu'à la libération de six maquisards en cours de transfert vers la prison de Fresnes. À trois reprises, durant l'hiver 1943-1944, puis en juin 1944, il récupère, héberge dans sa ferme de la rue Neuve, puis évacue (Forêt de Fréteval, réseau Bourgogne) des équipages de bombardiers B24 américains touchés par la DCA ou la chasse allemandes tombés sur des terrains de parachutage situés sur son exploitation ou conduits à sa ferme par des membres du réseau d'évasion.
Le 27 juin 1944, alors qu'il allait prendre des ordres auprès de son chef le capitaine Pagnon-Colonna à Olivet, il tombe entre les mains de la Gestapo. Arrêté, torturé par la Gestapo (boulevard Alexandre Martin à Orléans), interné à la prison militaire d'Orléans, transféré au camp de Compiègne-Royallieu (Frontstalag 122), il est déporté en Allemagne par le convoi du 28 juillet 1944. Après l'immatriculation au camp de Neuengamme (matricule 39740), il est transféré au camp de Brunswick où il est affecté à divers Kommandos (usine Büssing Nag, aciérie Göring en particulier). Il meurt le 3 mars 1945 au camp de concentration de Watenstedt à l'âge de 43 ans.

## Distinctions
- Chevalier de la Légion d'honneur (à titre posthume, article 9 de la loi n°48-1251 du 6 août 1948)
- Croix de guerre 1939–1945
- Médaille de la Résistance française (décret du 15 juin 1946)[8]
- Médaille de la Liberté (à titre posthume, remise à Tours, Indre-et-Loire, le 2 février 1947)

## Hommages
- Inscription sur la plaque commémorative de l'église Saint-Victor d'Artenay[9]
- Inscription au Monument aux morts d'Artenay (Loiret)[10]
- Plaque commémorative sur la ferme de la rue Neuve à Artenay
- Liste des Helpers aux aviateurs alliés (n°17534)[11]
- L'ancienne rue Neuve à Artenay (Loiret), où se trouvait sa ferme, est devenue rue Marcel-Girault le 21 juin 1987.